# Get Down (You're the One for Me)
"Get Down (You're the One for Me)" é o terceiro single lançado pelo grupo Backstreet Boys, de seu álbum de estréia auto-intitulado. Posteriormente, foi incluído no seu álbum de estréia dos E.U.A também. Em alguns países, "Get Down" foi lançado como single de estreia.

## Gravação
A canção tem uma rap com o primeiro verso de Smooth T. do grupo Fun Factory, e o segundo pelo membro do grupo A.J. McLean. Quando tocada ao vivo, com excepção de alguns casos isolados em que Smooth T. foi capaz de se juntar ao grupo, McLean canta o rap de letras alternadas durante o verso de Smooth T.. O primeiro verso alternativo do rap foi gravado para a música, e foi usado na Markus Plastik Vocal Remix da música:
So get ready - ready for the flavor we are bringin' / It's time I set it off and get your body swingin' / When we're alone, girl, I wanna push up / Can I get it? (yeah!) Everybody throw your hands up.

## Vídeo
No videoclipe o grupo canta e dança em cima do topo iluminado de branco na metade de uma bola de discoteca, enquanto dentro de uma segunda bola de discoteca, há painéis individuais nos quais contém uma ou duas pessoas dançando ao som da música. Smooth T. aparece e flutua acima do grupo durante o seu rap. O vídeo foi dirigido por Alan Calzatti. As filmagens do vídeo foram feitas em abril de 1996.

## Lista das faixas
| Alemanha - Japão - Canadá - Europa Maxi-single (1996) / Brasil (2000) |                                                                      |         |  |
| N.º                                                                   | Título                                                               | Duração |  |
| 1.                                                                    | "Get Down (You're the One for Me)" (LP Edit No Rap)                  | 3:33    |  |
| 2.                                                                    | "Get Down (You're the One for Me)" (DEZIGN Radio I)                  | 3:58    |  |
| 3.                                                                    | "Get Down (You're the One for Me)" (CL Vocal Journey Radio Edit)     | 4:21    |  |
| 4.                                                                    | "Get Down (You're the One for Me)" (Markus Plastik Vocal Radio Edit) | 4:02    |  |
| 5.                                                                    | "Get Down (You're the One for Me)" (DEZIGN Dub Radio Edit)           | 5:11    |  |

| E.U.A LP Promo (1996) |                                                           |      |         |  |
| N.º                   | Título                                                    | Lado | Duração |  |
| 1.                    | "Get Down (You're The One For Me)" (CL Vocal Journey)     | A1   | 8:08    |  |
| 2.                    | "Get Down (You're The One For Me)" (Markus Plastik Vocal) | A2   | 6:33    |  |
| 3.                    | "Get Down (You're The One For Me)" (Edge Factor Dub)      | A3   | 7:49    |  |
| 4.                    | "Get Down (You're The One For Me)" (LP Edit (No Rap))     | B1   | 3:33    |  |
| 5.                    | "Get Down (You're The One For Me)" (Dezign 12")           | B2   | 7:28    |  |
| 6.                    | "Get Down (You're The One For Me)" (Dezign Dub)           | B3   | 7:04    |  |

| Europa Maxi-single (1996) |                                                             |         |  |
| N.º                       | Título                                                      | Duração |  |
| 1.                        | "Get Down (You're The One For Me)" (Smokin' Beats Club Mix) | 7:14    |  |
| 2.                        | "Get Down (You're The One For Me)" (Blue Haired Beats)      | 7:56    |  |
| 3.                        | "Get Down (You're The One For Me)" (Smokin' Beats Dub)      | 5:13    |  |
| 4.                        | "Get Down (You're The One For Me)" (DEZIGN Dub)             | 7:04    |  |

| Europa Single (1996) |                                                           |         |  |
| N.º                  | Título                                                    | Duração |  |
| 1.                   | "Get Down (You're The One For Me)" (LP Version)           | 3:52    |  |
| 2.                   | "Get Down (You're The One For Me)" (DEZIGN Radio Edit II) | 3:53    |  |

| Europa LP Maxi-single (1996) |                                                             |         |  |
| N.º                          | Título                                                      | Duração |  |
| 1.                           | "Get Down (You're The One For Me)" (Smokin' Beats Club Mix) | 7:14    |  |
| 2.                           | "Get Down (You're The One For Me)" (Smokin' Beats Dub)      | 5:13    |  |
| 3.                           | "Get Down (You're The One For Me)" (Blue Haired Beats)      | 7:56    |  |
| 4.                           | "Get Down (You're The One For Me)" (DEZIGN Dub)             | 7:04    |  |

| Reino Unido Digipak Single (1996) |                                                       |         |  |
| N.º                               | Título                                                | Duração |  |
| 1.                                | "Get Down (You're The One For Me)" (LP Edit - No Rap) | 3:13    |  |
| 2.                                | "Get Down (You're The One For Me)" (DEZIGN Radio II)  | 3:58    |  |
| 3.                                | "Backstreet Boys Present..."                          | 6:57    |  |

## Performance nas paradas e vendagens
| Parada (1996)                              | Melhor posição |
| ------------------------------------------ | -------------- |
| Austrália - Australian Singles Chart       | 44             |
| Nova Zelândia - New Zealand Singles Chart  | 34             |
| Áustria - Austrian Singles Chart           | 4              |
| Bélgica - Belgian Singles Chart (Flandres  | 5              |
| Bélgica - Belgian Singles Chart (Wallonia) | 5              |
| Países Baixos - Dutch Singles Chart        | 3              |
| Finlândia - Finnish Singles Chart          | 18             |
| França - French Singles Chart              | 15             |
| Alemanha - German Singles Chart            | 5              |
| Irlanda - Irish Singles Chart              | 19             |
| Suécia - Swedish Singles Chart             | 17             |
| Suíça - Swiss Singles Chart                | 7              |
| Reino Unido - UK Singles Chart             | 14             |
| União Europeia - EURO 200 APC Chart        | 3496           |

| Paradas de fim de ano (1996)               | Posição |
| ------------------------------------------ | ------- |
| Áustria - Austrian Singles Chart           | 35      |
| Bélgica - Belgium Singles Chart (Flandres) | 45      |
| Bélgica - Belgium Singles Chart (Wallonia) | 45      |
| Países Baixos - Dutch Top 40               | 58      |

| País     | Certificação | Data | Vendas de certificação |
| -------- | ------------ | ---- | ---------------------- |
| Alemanha | Ouro         | 1996 | 150,000                |